# Bifrenaria longicornis
Bifrenaria longicornis  é uma espécie de orquídea epífita de crescimento escandente que existe em Trinidad e em todos os países por onde se distribui a Floresta Amazônica, onde a espécie habita áreas quentes e úmidas. Pertence ao grupo das Bifrenaria pequenas, classificadas ocasionalmente nos gêneros Adipe ou Stenocoryne. Pode ser facilmente reconhecida por sua seus pseudobulbos espaçados por longo rizoma. Somente outra espécie compartilha esta característica, a Bifrenaria venezuelana, no entanto esta última apresenta inflorescência bastante curta com menos e maiores flores.